# Dioskor z Aleksandrii
Dioskor z Aleksandrii lub Dioskur (zm. ok. 305-307 w Aleksandrii) – męczennik chrześcijański, czczony jako święty.

## Życiorys
Dioskor był synem lektora z Cynopolis w Środkowym Egipcie. Podczas prześladowania za Dioklecjana aresztowano go w miejsce ojca za odmowę złożenia ofiary pogańskim bóstwom i wydania ksiąg kościelnych. Po przewiezieniu go do Aleksandrii był torturowany a następnie ścięty. Męczeństwo miało prawdopodobnie miejsce w 305-307. Zachował się opis śmierci Passio, przetłumaczony na łacinę.